# Municipio de Lázaro Cárdenas (Michoacán)
El municipio de Lázaro Cárdenas es uno de los 113 municipios en que se encuentra dividido el estado mexicano de Michoacán de Ocampo. Es el cuarto municipio más poblado del estado, está situado en el sur del territorio y su cabecera es la ciudad Lázaro Cárdenas.

## Historia
El 12 de abril de 1947, siendo gobernador del estado José María Mendoza Pardo, el Congreso de Michoacán decretó la creación del municipio de «Melchor Ocampo del Balsas», siendo separado del municipio de Arteaga. Su extensión territorial abarcó la mayor parte de la exhacienda de La Orilla, limitando al norte con Arteaga, al este con el estado de Guerrero, al sur con el Océano Pacífico y al oeste con Aquila.
En 1949, sin documento oficial alguno, pero en el conocimiento de que se había decretado como municipio Melchor Ocampo hacía dos años, Aurelio Campos, quien venía desempeñándose como recaudador de impuestos asignado a Melchor Ocampo, convocó a las personas más representativas de las 17 casas que integraban el pueblo y en una de ellas, se nombró el primer cuerpo de gobierno del naciente municipio, quedando integrado de la siguiente manera:
- Presidente Municipal: Luis Romero
- Síndico: Desiderio Camacho
- Tesorero: Aurelio Campos Campos

Tras la muerte del general Lázaro Cárdenas del Río, ocurrida el 19 de octubre de 1970, el Congreso de Michoacán decretó que, a partir del 17 de noviembre de 1970, el municipio de Melchor Ocampo se llamaría «Lázaro Cárdenas», dado que ya existía un municipio con el nombre de Ocampo y para darle el honor al ilustre.

## Geografía
El municipio de Lázaro Cárdenas se localiza en la zona sur del estado de Michoacán, tiene una extensión territorial total de 1152.04 kilómetros cuadrados, lo que equivale al 1.97 % de la extensión total del estado. Limita con un total de tres municipios al norte con el municipio de Arteaga, al este con el municipio de La Unión de Isidro Montes de Oca, al sur con el Océano Pacífico, y al oeste con el municipio de Aquila.

### Orografía e hidrografía
En el municipio se encuentra presente la Sierra Madre del Sur, está marcada por planicies costeñas, y en su horizonte destacan los cerros Situntitlán, La Olla, Santa Bárbara y Verde.
La principal corriente del municipio es el río Balsas, que nace en Puebla, y fluye hacia al sur hasta el Océano Pacífico; también se cuenta con los ríos Chuta y Habillal, y los arroyos de Colomo, Verde y del Barco. Existe además la Presa José María Morelos.

### Clima y precipitación
El clima del municipio es un clima tropical con lluvias en verano. Tiene una precipitación pluvial anual de 1278 milímetros y una temperatura media anual de 28 °C.
| Parámetros climáticos promedio de Lázaro Cárdenas (117 m s. n. m.) | Parámetros climáticos promedio de Lázaro Cárdenas (117 m s. n. m.) | Parámetros climáticos promedio de Lázaro Cárdenas (117 m s. n. m.) | Parámetros climáticos promedio de Lázaro Cárdenas (117 m s. n. m.) | Parámetros climáticos promedio de Lázaro Cárdenas (117 m s. n. m.) | Parámetros climáticos promedio de Lázaro Cárdenas (117 m s. n. m.) | Parámetros climáticos promedio de Lázaro Cárdenas (117 m s. n. m.) | Parámetros climáticos promedio de Lázaro Cárdenas (117 m s. n. m.) | Parámetros climáticos promedio de Lázaro Cárdenas (117 m s. n. m.) | Parámetros climáticos promedio de Lázaro Cárdenas (117 m s. n. m.) | Parámetros climáticos promedio de Lázaro Cárdenas (117 m s. n. m.) | Parámetros climáticos promedio de Lázaro Cárdenas (117 m s. n. m.) | Parámetros climáticos promedio de Lázaro Cárdenas (117 m s. n. m.) | Parámetros climáticos promedio de Lázaro Cárdenas (117 m s. n. m.) |
| Mes                                                                | Ene.                                                               | Feb.                                                               | Mar.                                                               | Abr.                                                               | May.                                                               | Jun.                                                               | Jul.                                                               | Ago.                                                               | Sep.                                                               | Oct.                                                               | Nov.                                                               | Dic.                                                               | Anual                                                              |
| ------------------------------------------------------------------ | ------------------------------------------------------------------ | ------------------------------------------------------------------ | ------------------------------------------------------------------ | ------------------------------------------------------------------ | ------------------------------------------------------------------ | ------------------------------------------------------------------ | ------------------------------------------------------------------ | ------------------------------------------------------------------ | ------------------------------------------------------------------ | ------------------------------------------------------------------ | ------------------------------------------------------------------ | ------------------------------------------------------------------ | ------------------------------------------------------------------ |
| Temp. máx. abs. (°C)                                               | 33                                                                 | 34                                                                 | 34                                                                 | 35                                                                 | 35                                                                 | 35                                                                 | 34                                                                 | 34                                                                 | 33                                                                 | 33                                                                 | 33                                                                 | 32                                                                 | 33                                                                 |
| Temp. mín. abs. (°C)                                               | 20                                                                 | 20                                                                 | 21                                                                 | 21                                                                 | 22                                                                 | 23                                                                 | 23                                                                 | 23                                                                 | 23                                                                 | 23                                                                 | 22                                                                 | 20                                                                 | 22                                                                 |
| Precipitación total (mm)                                           | 22                                                                 | 8                                                                  | 9                                                                  | 1                                                                  | 15                                                                 | 176                                                                | 192                                                                | 252                                                                | 340                                                                | 208                                                                | 42                                                                 | 13                                                                 | 1278                                                               |
| Fuente: Servicio Meteorológico Nacional                            |                                                                    |                                                                    |                                                                    |                                                                    |                                                                    |                                                                    |                                                                    |                                                                    |                                                                    |                                                                    |                                                                    |                                                                    |                                                                    |

### Flora y fauna
Flora: Bosque tropical caducifolio, papaya, banano, zapote, mango, tepeguaje, congolote, parota y ceiba, palma, coco, anona, coyol, enandi y cuéramo.
Fauna: Caimán, armadillo, cacomixtle, zorro, tlacuache, venado, coyote, nutria, ocelote, jabalí, pato, cerceta, faisán y especies marinas.

### Características y uso de suelo
El municipio de Lázaro Cárdenas es rico en yacimientos minerales, principalmente de hierro.  El suelo del municipio data de los períodos precámbrico, paleozoico, mesozoico y cenozoico; corresponden principalmente a los del tipo lateríticos, café grisáceo y café rojizo. Su uso es primordialmente ganadero y forestal; en menor proporción agrícola.

## Demografía
El municipio de Lázaro Cárdenas cuenta con 196 003 habitantes, según datos del Censo General de Población y Vivienda de 2020 del Instituto Nacional de Estadística y Geografía, de los cuales 97 484 son del sexo masculino y 98 519 son del sexo femenino, por lo que el 49.7 % son hombres en respecto al 50.3 % que representan las mujeres. 
| Gráfica de evolución demográfica de Municipio de Lázaro Cárdenas entre 1950 y 2020                |
|                                                                                                   |
| Población de los censos del Instituto Nacional de Estadística y Geografía (INEGI) de 1950 a 2020. |

### Localidades
En el censo de 2020 el municipio de Lázaro Cárdenas contaba con 170 localidades.
| Código INEGI      | Localidad              | Población (2020) |
| ----------------- | ---------------------- | ---------------- |
| 160520001         | Ciudad Lázaro Cárdenas | 83 637           |
| 160520077         | Las Guacamayas         | 39 613           |
| 160520137         | La Orilla              | 27 291           |
| 160520127         | La Mira                | 12 845           |
| 160520028         | Buenos Aires           | 10 856           |
| 160520158         | Playa Azul             | 3 389            |
| 160520035         | Bahía Bufadero         | 2 864            |
| 160520082         | El Habillal            | 1 934            |
| 160520002         | Acalpican de Morelos   | 1 538            |
| 160520539         | Puerto Nuevo           | 1 482            |
| 160520445         | Los Girasoles          | 1 031            |
| Otras localidades | Otras localidades      | 9 523            |
| Total municipal   | Total municipal        | 196 003          |

## Economía

### Minería
Existen yacimientos de minerales metálicos y no metálicos, tales como el fierro, cobre, zinc, cadmio, plomo, plata, oro, tierras fuller, arenas, gravas, calizas, mármol, caolín, sílice y yeso entre otros. En la producción de acero destaca ArcelorMittal Lázaro Cárdenas, la planta siderúrgica más extensa y con mayor producción de Latinoamérica. 

### Industria
En Lázaro Cárdenas se encuentra uno de los complejos portuarios industriales más importantes del país. Su vocación es fundamentalmente industrial y al tiempo de ser un puerto joven, constituye la reserva portuaria estratégica más importante del litoral en el sentido de atender las necesidades de grandes plantas industriales y de la distribución de insumos y productos propios de las industrias siderúrgicas y de fertilizantes. 

### Comercio nacional o internacional
Con 35 años de existencia, el Puerto de Lázaro Cárdenas es un puerto marítimo joven y dinámico ubicado en la costa del Pacífico mexicano. En su origen, el Puerto Lázaro Cárdenas surgió como un puerto industrial, pero a medida que el mercado de contenedores comenzó a cobrar importancia, el Puerto Lázaro Cárdenas encontró un nuevo papel, el movimiento de la carga comercial. Sus modernas instalaciones están equipadas y calificadas para cubrir con eficiencia, seguridad y productividad las actividades intrínsecas de un puerto industrial y comercial de su magnitud. La actividad comercial en el estado ocupa el segundo lugar después del sector servicios, con una contribución del 19.07 % al PIB estatal, ligeramente inferior a la media nacional que es del 22 %. 
La principal rama de actividad comercial en la entidad, corresponde a productos alimenticios, bebidas y tabaco al por menor con 32 240 establecimientos especializados, ocupando a 48 099 personas y con un ingreso total de 2 405 671.000 pesos 
Ocupa un papel protagónico como punto de enlace entre Asia y Norteamérica llegando a los principales centros de consumo, mediante una autopista directa y el corredor multimodal ferroviario Lázaro Cárdenas–Kansas City (operado por Kansas City Southern México) con 15 terminales intermodales. Después de la crisis de 2009, y con alguna incertidumbre sobre todo por parte de Estados Unidos, están saliendo de la grave crisis sufrida con diferentes niveles de crecimiento. Las previsiones del Fondo Monetario Internacional conservan el optimismo sobre el crecimiento de todas las economías, destacando sobre todo el caso de China y de la Región Asiática en conjunto.

## Política
El gobierno del municipio le corresponde al ayuntamiento, el cual está integrado por el presidente municipal, un síndico y el cabildo compuesto por 12 regidores, 7 electos por mayoría relativa y 5 por el principio de representación proporcional. El ayuntamiento es electo por un periodo de tres años no renovable, hasta hace algunos años, pero ahora es posible la reelección de un periodo inmediato, e indefinidas veces de manera no continua.

### Subdivisión administrativa
El municipio se divide para su administración interior en 6 jefaturas de tenencia y 32 encargados de orden, todos ellos son electos mediante plebiscito popular y duran en su encargo tres años.

### Representación legislativa
Para la elección de diputados locales al Congreso local y de diputados federales a la Cámara de Diputados, el municipio de Lázaro Cárdenas se encuentra integrado en los siguientes distritos electorales:
Local:
- Distrito electoral local 24 de Michoacán con cabecera en Lázaro Cárdenas.

Federal:
- Distrito electoral federal 1 de Michoacán con cabecera en  Lázaro Cárdenas.[7]

## Cultura
En el ámbito de la Cultura-Artística, comprendiendo en esta áreas como formación, investigación, difusión y promoción cultural, Lázaro Cárdenas cuenta con centros y grupos culturales como: 
Casa de la Cultura José Vasconcelos
Como parte de los programas de descentralización cultural, a fines de los 70s, el INBA impulsa la creación de más casas de cultura, entre ellas la Casa de la Cultura José Vasconcelos, siendo inaugurada en noviembre de 1978 e iniciando actividades el 12 de febrero de 1979. Actualmente desarrolla sus actividades bajo la responsabilidad del Ayuntamiento Municipal (pago de nómina a administrativos, mantenimiento del inmueble…).
Centro Cultural ArcelorMittal
Fundado en agosto del 2007/Dir. Lic. Cynthia Vázquez León. Cuenta con grupos representativos como: Ensamble de Danza Contemporánea Jazzthilet, Danzas Polinesias y Tuna de Distrito Universitario de Lázaro Cárdenas. Certifica a alumnos de Ballet por la Imperial Society of Teachers of Dancing de Londres. Ha sido ganador de estímulos Estatales como el PacMyc en 2015. A lo largo de 10 años de trayectoria ha logrado beneficiar a más de 20 000 personas que toman talleres y asisten a los eventos culturales.
Centro Cultural La Parota
Fundado en febrero de 1999, en la población de La Mira. Imparten talleres permanentes como danza folclórica, danzas polinesias, pintura y dibujo, entre otros, así como minitalleres. Su vínculo con el Conservatorio de Las Rosas le permite ofrecer Clínicas de piano y percusiones así como conciertos. En febrero, en el marco de su aniversario realizan exposiciones, talleres y muestras de sus talleres. En octubre, en coordinación con Sueño Colectivo llevan a cabo el Encuentro Literario Infantil.
Huehuecóyotl. Casa del Cuento y de las Artes
Fundado en 2007; posee como característica principal que es itinerante. Ofrece principalmente talleres de Artes plásticas, literatura, teatro, entre otros, en espacios abiertos como palzas y andadores; realiza eventos en plazas denominados A puertas abiertas. Opera en la Tenencia de Las Guacamayas.
Sueño Colectivo
Fundado en octubre de 1999. Su sede se ubica en Ciudad Lázaro Cárdenas; su área de influencia es la totalidad del Muninicipio. Ofrece talleres de artes plásticas, fotografía, literatura, teatro,entre otros; coordina el Encuentro Literario Pacífico Lázaro Cárdenas. Ha publicado cerca de 80 cuadernillos literarios.
Centro Cultural Pireri
El Centro Cultural Pireri A. C., con auspicio de Arcelor Mittal Foundation, es fundado en agosto de 2007 y ofrece los talleres de Marquetería, Guitarra, Ajedrez, Pintura Textil, Repujado, Manualidades, Artes Plásticas, Danza Folklórica, Danzas Polinesias, Dibujo Artístico, Escultura, Pelaje, Pincelada, Rondalla Juvenil, Rondalla.
Resguardo Arqueológico de la Costa Michoacana
Agrupación que trabaja en el área de rescate y conservación de piezas arqueológicas desde 1998; busca sobre todo la construcción del museo comunitario, en el Parque Erandeni o Cerro de Peraldí; en dicho sitio se realiza la Noche de Muertos.

### Lenguas
A fecha de 1990, según el Censo General de Población y Vivienda, en el municipio habitan 945 personas (586 hombres y 359 mujeres) que hablan alguna lengua indígena (siendo de las principales lenguas indígenas el mixteco y purhépecha).

### Religión
Predomina la religión católica, pero existen agrupaciones cristianos, la Iglesia de Jesucristo de los Santos de los Últimos Días, evangélicos, testigos de Jehová, etc.